# 15501 Піпавловські
15501 Піпавловські (15501 Pepawlowski) — астероїд головного поясу, відкритий 13 липня 1999 року.
Тіссеранів параметр щодо Юпітера — 3,294.
Названий на честь Пітера Павловські, який став фіналістом конкурсу Intel Science Talent Search (Пошук наукових талантів Intel), наукове змагання для школярів старших класів, за його проект з хімії.